# São João do Manteninha (ort)
São João do Manteninha är en ort i Brasilien.   Den ligger i kommunen São João do Manteninha och delstaten Minas Gerais, i den sydöstra delen av landet, 800 km öster om huvudstaden Brasília. São João do Manteninha ligger 250 meter över havet och antalet invånare är 5 183.
Terrängen runt São João do Manteninha är lite kuperad. Närmaste större samhälle är Mantenópolis, 16,2 km söder om São João do Manteninha. 
Omgivningarna runt São João do Manteninha är huvudsakligen savann. Runt São João do Manteninha är det ganska glesbefolkat, med 32 invånare per kvadratkilometer.